# 越南國家銀行 (越南共和國)
越南國家銀行（越南语：／），通稱南越國家銀行，是越南國和越南共和國的中央銀行，成立於1954年12月31日，1975年4月30日因西貢淪陷關閉。南越國家銀行除了發行貨幣外，還負責財務管理並為越南共和國政府提供貨幣政策建議。

## 歷史

### 成立
1954年6月4日，法國簽署恢復越南獨立的協議。保大政府首相寶蔍與法國總理约瑟夫·拉涅尔簽署的條約包含第3條內容：「法國承諾歸還越南政府管轄權和仍然掌管的公共事務。」其中，他們還給越南貨幣自主權，也就是解散了他們的法屬印度支那元發行機構，將發行貨幣的權利還給越南。
1954年12月21日，保大簽發第18號諭旨，成立南越國家銀行及其自己的外匯研究所。不過，在第一時間越南貨幣仍處於1南越盾兌10法郎的匯率。
1955年1月1日，南越國家銀行在西貢市章陽渡街17號（17 Bến Chương Dương）正式營業。法屬印度支那元被南越盾取代。首個活動之一是回收柬埔寨、老撾和越南發行機構發行的貨幣用於流通，來自國家銀行的新資金。
1955年12月17日，通過越南共和國總統吳廷琰簽署第15號法令，越南貨幣正式從之前與法國簽訂的貨幣協定中分離出來。所有貨幣都在南越國家銀行的控制之下。不再在法郎區，南越盾固定美元匯率，此時35盾等於1美元，98盾等於1英鎊，0.1盾等於1法郎。

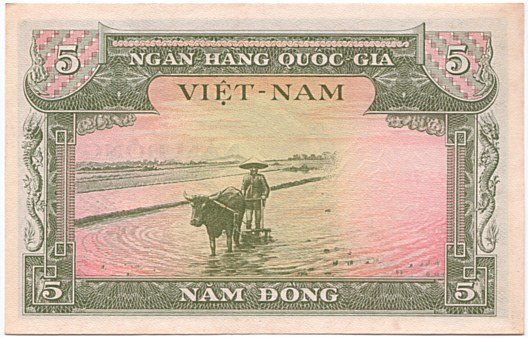
南越國家銀行發行的5盾紙幣

根據第48號決議，南越國家銀行成立時有四種職能：
1. 越南紙幣和硬幣的發行，即南越盾
2. 自由買賣貴金和外幣，
3. 有擔保的國家信用賬戶，
4. 檢查國內的金融機構。

### 活動
對於在越南經營的外國或國內私人銀行，法律要求私人銀行將總資本的10-20%存入國家銀行。兌換外幣時，商業銀行必須在國家銀行存入相當於購買外幣金額的25-100%越南共和國貨幣。但是，國家銀行不接受控制越南共和國貨幣與外幣之間匯率的任務。 這項任務屬於財政部下屬的自治機構外匯研究所。在交易方面，大多數交易和向其他銀行的貸款，國家銀行委託一家名為越南商信銀行的附屬機構。直到1975年，越南商信銀行是南方最大的外貿銀行。
截至1963年12月，國庫黃金和外幣總額為1.745兆美元，流通貨幣為166.45億南越盾。
南越國家銀行是1966年亞洲開發銀行創始成員，也是國際貨幣基金組織和世界銀行成員。1975年後越南國家銀行繼承了南越國家銀行在這些組織中的舊角色。

#### 外匯和黃金的困難
國家銀行從一開始就面臨的困難是越南的黃金儲備總量為33噸，1945年大日本帝國戰敗後，法國軍隊接管了這批黃金儲備，並於1955年將其運回法國。第一共和國總統吳庭琰政府不得不就退款進行談判。第二個難題是國庫裡的外幣多為法郎，法國政府限制兌換，每年只能少量兌換成美元、英鎊、德國馬克或日元。與此同時，法郎不斷貶值，導致越南共和國外幣價值大幅下跌。經過多輪談判，雙方同意簽署財政和解協議，包括1958年法國交出33噸黃金。自此南越結束對法郎區的依賴。

#### 1975年的遺產
越南共和國政權解體時，南越國家銀行的金庫裡有1234根金條和一些古金幣。總重量超過16噸（後來這筆黃金連同國內各種黃金40噸全部通過蘇聯出售，用於償還債務和解決補貼期的困難需要），5.7噸黃金存放在瑞士銀行。
此外，私人存放的大量黃金和寶石仍留在銀行中。根據《越南銀行史》（Lịch sử ngân hàng Việt Nam）記載，越南共和國的全部現金總額超過150億盾。尤其是國家銀行金庫中收藏的錢幣達125億盾，其中包括目前仍封存於國家銀行地下室的即將發行帶有新動物圖案的1000盾面額鈔票。流通資金7.8億盾，私人銀行資金19億盾以上。
南越國家銀行在國外也有許多外匯儲備存款帳戶，如美國聯邦儲備銀行紐約和三藩市兩個分行；位於瑞士巴塞爾的國際清算銀行、美國銀行和花旗銀行。這些外匯主要投資於國債券。外匯儲備總額為252.2兆美元，餘額為138,798,820億美元存放在南越國家銀行和26家國外商業銀行，主要是美國和瑞士。
越南共和國存放在美國的資產普遍被立即查封，美國封鎖政策封鎖了超過93兆美元。剩餘的外匯不能立即提取，而佔據整個西貢銀行系統的外幣現金量只有201,000多美元。
之後，匯往國外的越南共和國可用外幣也由越南外貿銀行進行逐步撤回國內，以解決嚴重的外幣短缺問題。特別是被美國封鎖的93兆美元在與越南邦交正常化後也被追回。據越南外貿銀行前副總經理阮維路（Nguyễn Duy Lộ）回憶，越南不僅收回了所有存放在國外的外幣本金，還賺取了總額近396兆美元的利息。

### 解體
1975年後，越南南方共和國臨時革命政府接管了南越國家銀行，並沿用這家銀行的名字，繼承了這家越南共和國銀行在國際貨幣基金組織、世界銀行及亞洲開發銀行的會員資格。
最值得注意的是，由於嚴格和科學的簿記，尤其是南越國家銀行全體員工的責任感，幫助越南南方共和國臨時革命政府準確掌握越南共和國政府和平留下的所有國有資產。
南越國家銀行總部後來被徵用為越南國家銀行胡志明市分行總部。地址：胡志明市第一郡阮太平坊武文傑街（舊章陽渡街）17號。

## 歷任行長

#### 越南國家銀行行長
| 姓名（中文） | 姓名（越南文） | 任期                     | 備註                                                                                             |
| ------------ | -------------- | ------------------------ | ------------------------------------------------------------------------------------------------ |
| 楊進材       |                | 1955年                   |                                                                                                  |
| 武國琡       |                | 1955年－1956年           |                                                                                                  |
| 陳有芳       |                | 1956年9月－1960年        |                                                                                                  |
| 阮春瑩       |                | 1963年1月－1965年8月     |                                                                                                  |
| 阮有亨       |                | 1965年10月13日－1968年   |                                                                                                  |
| 阮文勇       | [ 33 ]         | 1968年－1971年           | 副行長代理，西貢淪陷後被送往再教育營接受政治改造，1978年死於營中                                 |
| 黎光宛       | [ 34 ] [ 35 ]  | 1971年7月－1975年4月30日 | 末任，西貢淪陷後被送往再教育營接受政治改造，後獲釋並前往法國定居，其後移居泰國，2018年在清邁逝世 |

#### 越南國家銀行副行長
| 姓名（中文） | 姓名（越南文） | 任期                        | 備註 |
| ------------ | -------------- | --------------------------- | ---- |
| 阮文勇       | [ 36 ] [ 33 ]  | 1966年5月6日－1975年4月30日 | 末任 |

## 來源

### 書籍
- Choinski, Walter Frank. Country Report: Republic of Vietnam. Washington, DC: The Military Assistance Institute, 1965.
- Foreign Areas Studies Division. US Army Area Handbook for Vietnam. Washington, DC: Special Operations Research Office, 1962.
- Nguyễn Tiến Hưng. Tâm tư Tổng thống Thiệu. Westminster, CA: Hứa Chấn Minh, 2010.
- Thái Văn Kiểm. Viet Nam Past and Present. Paris: Bộ Quốc gia Giáo dục và Ủy hội Quốc gia UNESCO, 1957. tr 172-8.

### 網站

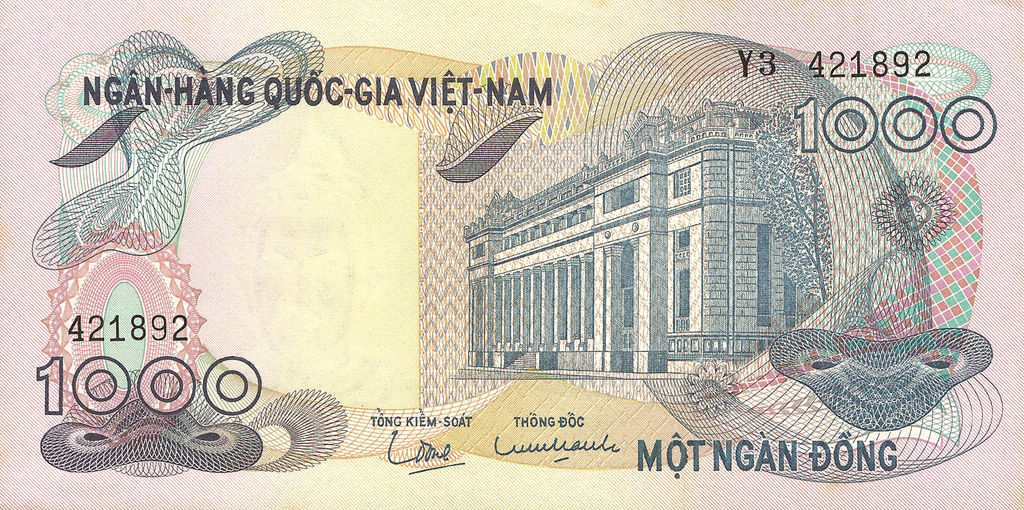
1971年發行的1000南越盾紙幣上正面印有南越國家銀行總部

- Hồi ký Nguyễn Hữu Hanh, tổng giám đốc Ngân hàng Quốc gia Việt Nam 1955-1962 （页面存档备份，存于）